# Crkva Gospe Karmelske u Donjem Humcu
Crkva Gospe Karmelske se nalazi na groblju u Donjem Humcu, općina Nerežišća, otok Brač.

## Opis
Crkva Gospe Karmelske smještena je na mjesnom groblju u Donjem Humcu. Jednobrodna građevina s pačetvorinastom apsidom pokrivena je dvostrešnim krovom od kamenih ploča. Građena je pravilnim četvrtastim kamenom u redovima s jednostavnom rozetom na pročelju i kamenom preslicom za zvono vrh zabata. Crkva je građena u oblicima lokalnog baroka u 17. st. U inventaru se ističu drveni kip sv. Ane na tronu s malom Marijom, koji se ranije nosio u procesiji na blagdan sv. Ane te velika slika na platnu Gospe od Ružarija s dominikanskim svecima iz 17. st. prenesena iz župne crkve.

## Zaštita
Pod oznakom Z-4456 zavedena je kao nepokretno kulturno dobro - pojedinačno, pravna statusa zaštićena kulturnog dobra, klasificirano kao "sakralna graditeljska baština".